# Mełno (powiat Grudziądzki)
Mełno is een dorp in het Poolse woiwodschap Koejavië-Pommeren, in het district Grudziądzki. De plaats maakt deel uit van de gemeente Gruta.

## Foto's

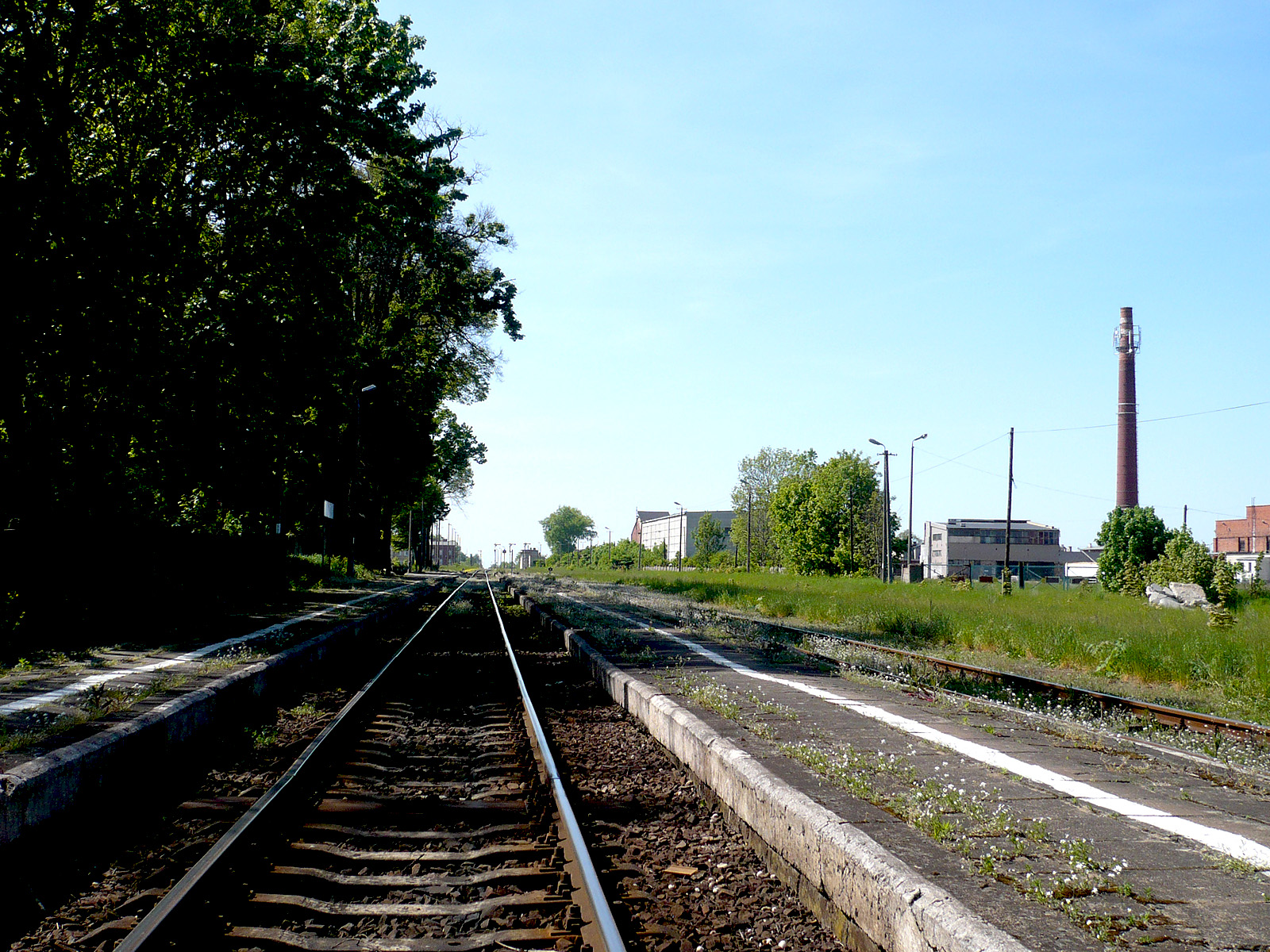
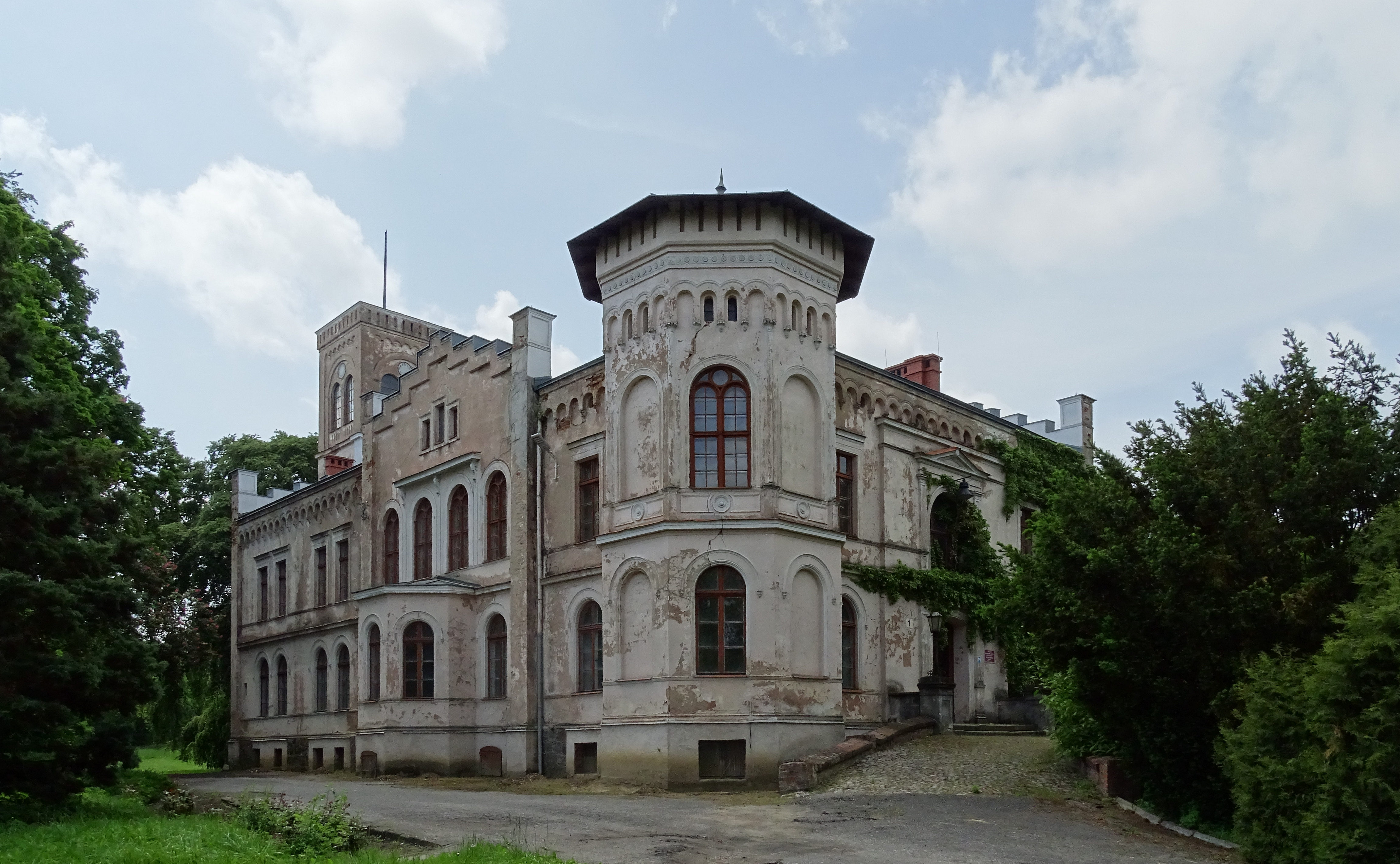
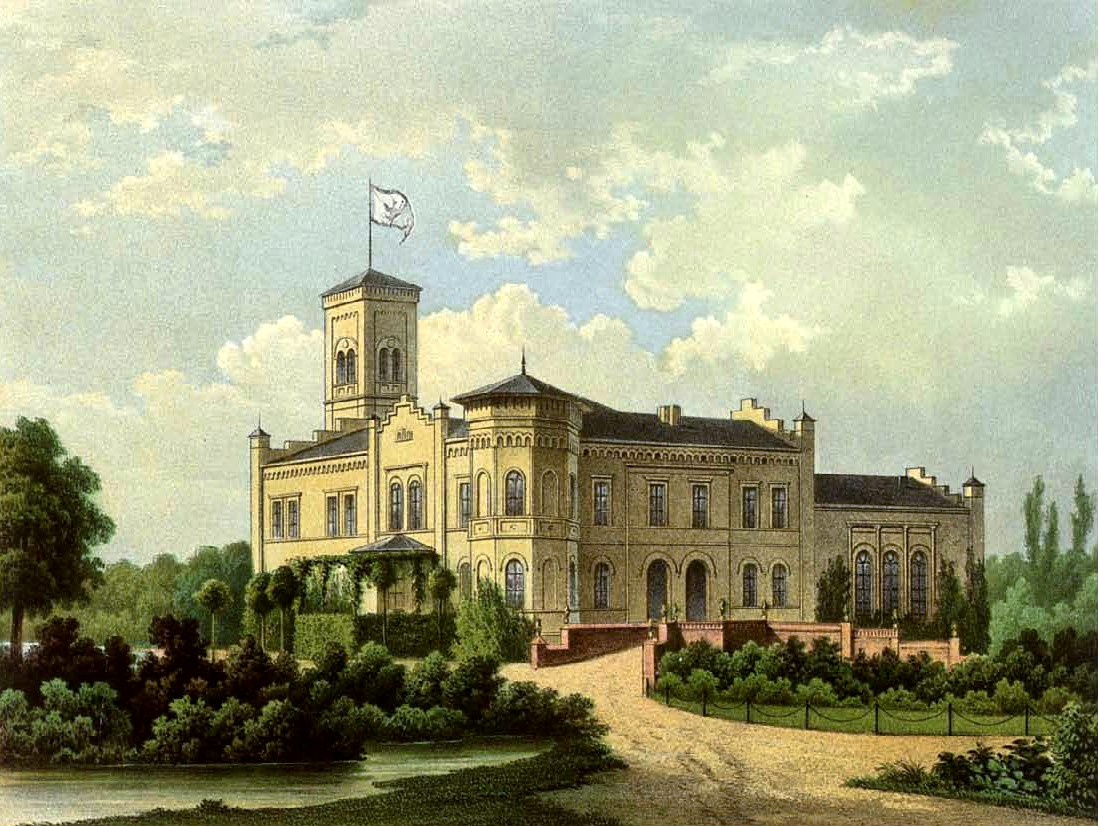